# Chiesa di Santa Maria del Carmine (Scala)
La chiesa di Santa Maria del Carmine è una chiesa ubicata a Scala, nella frazione di Pontone.

## Storia
Della data di costruzione della chiesa non si è a conoscenza: il primo documento in cui viene citata risale al 1596, quando erano in procinto di essere completati i lavori di ristrutturazioni. Dalle visite pastorali tenute nel corso del XVII secolo è risaputo che al suo interno erano attive due confraternite, quella del Carmine e quella dell'Immacolata, che era sede parrocchiale e che possedeva cinque altari, uno gentilizio e altri quattro curati dei fedeli; nel 1618 venne ultimato il fonte battesimale in marmo color avorio.
A seguito di un incendio venne restaurata nel 1899: fu in tale periodo che si realizzarono anche gli affreschi della volta. I danni provocati dalla seconda guerra mondiale, a cui si aggiunsero quelli dovuti agli agenti atmosferici, imposero la chiusura dell'edificio: fu ristrutturata tra il 1975 e il 1978, quando venne consolidato anche il lato a strapiombo sulla vallata con la realizzazione di barbacani, e riaperta al culto.

## Descrizione
La chiesa è posta su un pianoro a strapiombo sulla valle, lungo l'antico sentiero che collega Pontone con Amalfi: è preceduta da un sagrato a terrazza di forma quadrangolare pavimentata a selciato. La facciata ha una forma irregolare, caratterizzata sul lato destro da un avancorpo, una sorta di protiro, coperto da un unico spiovente e nel quale si apre arco a tutto sesto, protetto da un cancello in ferro: l'atrio ha una copertura a vela ribassata e ospita il portale d'ingresso alla chiesa, in posizione eccentrica sia rispetto al protiro che al resto della facciata.
Internamente è di forma rettangolare, a navata unica, coperta da una volta a botte lunettata, divisa in due tramite un sottarco; lungo le pareti laterali sono pareste e arcate cieche che ospitano altari. L'altare maggiore è al termine della navata, in un'abside con volta a calotta: il quadro sull'altare raffigura la Madonna del Carmine; alle spalle dell'abside è la sacrestia e altri locali di servizio. Nella controfacciata si trova la cantoria con l'organo.
Affiancato alla facciata è il campanile: ha pianta quadrangolare e nel livello più basso si apre un arco di forma gotica che consente il passaggio del sentiero; più in alto, sul versante del sagrato, è un balcone, segue la cella campanaria con bifore ad arco rialzato divise da colonna in marmo e la parte terminale ha una copertura a solaio.